# Jan Antonín Voračický z Paběnic
Jan Antonín Voračický z Paběnic (německy Johann Anton Woracziczky von Babienitz, 12. října 1787 – 7. dubna 1829, Brno
) byl český šlechtic z rodu Voračických z Paběnic.

## Život
Jan Antonín se narodil jako syn Antonína Josefa Voračického a jeho manželky Marie Anny Batthyányové.
Měl bratra Jáchyma Jindřicha, který držel od roku 1782 panství Božejov, Choustník a Chvatěruby po svém strýci Jáchymovi. Po smrti příbuzného Jana Jindřicha z Bissingenu v roce 1784 navíc zdědil jeho majetky Smilkov a Pyšely a ke svému příjmení přijal jméno Bissingen a rod se poté psal Voračický-Bissingen (Woracziczky-Bissingen). Měl dceru Eleonoru (1809 –1898), provdanou za hraběte Michaela Karla z Kounic († 1852). Tato česká vlastenka, dáma c. k. Řádu hvězdového kříže, byla blízkou přítelkyní Boženy Němcové, Karoliny Světlé a dalších českých umělců.
Jan Antonín sám později držel panství Pyšely, které však prodal.
Hrabě Jan Antonín Voračický z Paběnic zemřel 7. dubna 1829 v Brně.

### Rodina
Jan Antonín byl ženatý s Rozálií, rozenou svobodnou paní ze Stillfriedu-Ratenic (* 12. ledna 1796), s níž měl syna Jindřicha (*1825), jenž později zdědil peněžité svěřenství. Ten měl také dva syny, Jiřího Jindřicha (*1856), majitele Finkeneku ve Štýrsku a Jana (*1857).